# Cirrus fibratus
Cirrus fibratus es un tipo de cirro. El nombre fibratus viene del latín y significa "fibroso". Estas nubes son similares al cirrus uncinus, pero no tienen ganchos. Los filamentos generalmente son separados entre sí.
Entre estas nubes filamentosas y estiradas, el cielo se ve claramente de color azul, muy diferentes de los Cirrostratus fibratus, los cuales se les parecen mucho en la forma, pero con la diferencia de que éstos no dejan ver con nitidez el azul del cielo entre sus fibras por la presencia de un velo blanquecino.
Al igual que las demás nubes cirrus, las fibratus ocurren en altitudes elevadas. Este tipo de cirrus puede indicar la aproximación de un frente cálido, y puede ser una indicación de buen tiempo.